# Rated-RKO
Rated-RKO foi uma dupla (tag team) de wrestling profissional na World Wrestling Entertainment (WWE), no programa Raw. A dupla consistia de Edge, Randy Orton e Lita, como valet dos dois. O nome "Rated-RKO" contém parte do apelido de Edge, "The Rated R Superstar," e as iniciais/movimento de finalização de Orton, RKO.
Edge e Orton se aliaram em outubro de 2006, desafiando a dupla de Triple H e Shawn Michaels, conhecida como D-Generation X (DX). Rated-RKO derrotaram DX. No mês seguinte, Orton e Edge se tornaram Campeões Mundiais de Duplas, e Lita deixou o grupo após sua aposentadoria.
Em janeiro de 2007, Rated-RKO perdeu o World Tag Team Championship, o que gerou tensão entre os dois membros. O grupo acabou oficialmente em maio de 2007, após Edge ser transferido para o programa SmackDown.

## História

### Rivalidade com D-Generation X (2006–2007)
Em 2 outubro de 2006, no Raw, interferências da D-Generation X (DX) (Triple H e Shawn Michaels) custaram a "última chance" de Edge pelo WWE Championship de John Cena em uma luta Steel Cage. Isso levou a Edge a oferecer a Randy Orton uma aliança para "se livrar da DX". Edge explicou que eles deveriam se unir, citando Orton tendo sido expulso do grupo Evolution, assim como DX tomando espaço na televisão.
Edge e Orton, chamando-se "Rated-RKO", imediatamente passaram a zombar da DX em toda oportunidade. Eventualmente Orton trocou vitórias com Triple H em lutas individuais em futuros episódios do Raw, levando a uma luta de duplas em 5 de novembro de 2006, no Cyber Sunday, com os fãs podendo escolher o árbitro da luta. No evento, a dupla derrotou DX, já que Eric Bischoff (o árbitro escolhido) permitiu que Rated-RKO atacasse DX com uma cadeira sem desqualificá-los. Mais tarde naquela noite, Lita ganhou o Women's Championship na final de um torneio. No Raw da noite seguinte, Edge e Orton enfrentaram Ric Flair e Roddy Piper pelo World Tag Team Championship com Bischoff novamente como árbitro. Rated-RKO perdeu a luta após interferência de DX.

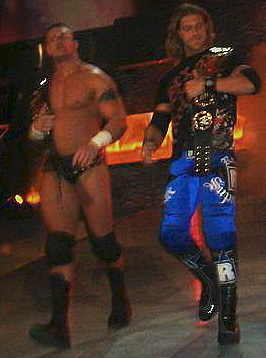
Edge e Randy Orton como Campeões Mundiais de Duplas

Na semana seguinte, no entanto, a dupla ganhou os títulos, atacando Piper durante sua entrada, com Edge lhe aplicando um con-chair-to. Enquanto Piper foi levado para atendimento médico, Flair foi forçado a defender o título por si mesmo, sendo derrotado. O real motivo de Piper ser tirado da televisão foi revelado por ele ter um linfoma.
No Survivor Series, Lita se aposentou após perder o Women's Championship para Mickie James, deixando o grupo no processo. No mesmo evento, o time do Rated-RKO—consistindo de Rated-RKO com Johnny Nitro, Mike Knox e Gregory Helms—foram derrotados pelo time DX—DX, Jeff Hardy, Matt Hardy e CM Punk—com Orton sendo o último membro eliminado. Na noite após o Survivor Series, Edge e Orton derrotaram Ric Flair e lhe atacaram brutalmente, sabendo que DX não estava no prédio. Ao fazer isso, DX anunciou que "eles haviam transformado a rivalidade em pessoal". No New Year's Revolution em janeiro de 2007, Rated-RKO mantiveram o World Tag Team Championship após a luta com DX acabar em empate, após Triple H se lesionar.
Com Triple H afastado, Rated-RKO continuou a rivalidade com Shawn Michaels. Tempo depois, Michaels derrotou Orton e Edge em uma luta 2-contra-1. Em 19 de janeiro de 2007, os dois perderam o World Tag Team Championship para John Cena e Michaels. Uma dissolução começou, quando ambos tentaram se tornar o desafiante pelo WWE Championship, e Edge abandonou Orton durante uma luta pelo World Tag Team Championship em 26 de fevereiro de 2007.

### Busca pelo WWE Championship (2007)
A relação entre os dois ficou fragilizada quando ambos se qualificaram para a luta Money in the Bank no WrestleMania 23, que daria ao vencedor uma luta por um título. Em várias semanas, Edge influenciou autoridades para que eles colocassem Orton em lutas onde ele seria derrotado.
Em 16 de abril de 2007, eles se reuniram para enfrentar John Cena em uma luta 2-contra-1, mas foram derrotados após interferência de Shawn Michaels. No Backlash, os dois de enfrentaram em uma luta Fatal Four-Way pelo WWE Championship também envolvendo Michaels e Cena, que venceu a luta.

### Separação e reuniões (2007–2011)
No Raw de 30 de abril de 2007, Edge e Orton se enfrentaram, com Edge derrotando Orton. Edge foi, então, transferido para o SmackDown em 11 de maio após usar o contrato Money in the Bank (que ele havia ganho de Mr. Kennedy no mesmo episódio do Raw) para vencer o World Heavyweight Championship de The Undertaker. Rated-RKO, assim, foi oficialmente acabada.
Durante o 15° Aniversário do Raw em 10 de dezembro de 2007, Rated-RKO se aliaram a Umaga para enfrentar Evolution (Triple H, Batista e Ric Flair). Eles acabaram sendo desqualificados.
No Raw de 26 de abril de 2010, Edge atacou Orton durante uma luta entre ele, Batista e Sheamus, que valia uma luta pelo WWE Championship. Orton e Edge se enfrentaram no Over the Limit, mas a luta acabou em dupla contagem com Orton se lesionando. No SmackDown de 28 de janeiro de 2011, Edge e Orton - ambos mocinhos - derrotaram Dolph Ziggler e The Miz. No SmackDown de 18 de fevereiro, Edge e Orton reuniram-se novamente, dessa vez com John Morrison, R-Truth, Rey Mysterio e John Cena para derrotar CM Punk, Kane, Drew McIntyre, Wade Barrett, Ziggler, e Sheamus.
No Raw de 11 de abril de 2011, Edge anunciou sua aposentadoria, inviabilizando qualquer retorno da dupla.

## No wrestling
- Movimentos de finalização
  - Con-chair-to[39][40]

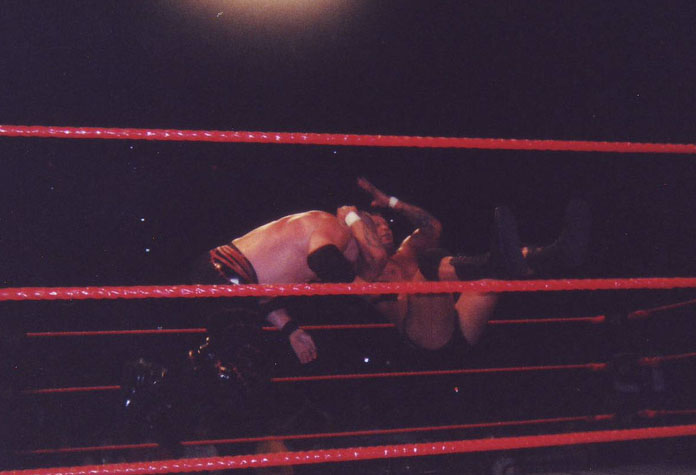
Randy Orton aplicando um RKO (one-handed jumping cutter) em Kane

  - Double RKO (Double jumping cutter)[39]
  - Dropkick duplo
- Temas de entrada
  - "Rated RKO" por Jim Johnston (2006–2007)

## Títulos e prêmios
- World Wrestling Entertainment
  - World Tag Team Championship (1 vez) – Randy Orton e Edge[41]
  - Mr. Money in the Bank2007 – Edge
  - World Heavyweight Championship (1 vez) – Edge
  - WWE Women's Championship (1 vez) – Lita[42]